# Развязка (разъезд)
Развязка — разъезд (населённый пункт) в Омском районе Омской области России. Входит в состав Богословского сельского поселения. Население 27 чел. (2013) .

## История
В соответствии с Законом Омской области от 30 июля 2004 года № 548-ОЗ «О границах и статусе муниципальных образований Омской области» разъезд вошёл в состав образованного муниципального образования «Богословское сельское поселение».

## География
Развязка находится на юге центральной части региона, в лесостепной полосе Барабинской низменности, относящейся к Западно-Сибирской равнине.
Абсолютная высота — 110 м над уровнем моря.

## Население
| 2006 | 2010 | 2013 |
| ---- | ---- | ---- |
| 25   | ↗28  | ↘27  |

разъезд Развязка
Гендерный состав
По данным Всероссийской переписи населения 2010 года в гендерной структуре населения из 28 человек мужчин — 15, женщин — 13	(53,6 и 46,4 % соответственно)
Национальный состав
Согласно результатам переписи 2002 года, в национальной структуре населения русские составляли 91 % от общей численности населения в 23 чел..

## Инфраструктура
Действовал железнодорожный разъезд Развязка, разобранный к 2019 году.
Было развито путевое хозяйство.

## Транспорт
Просёлочные дороги. Автомобильный и железнодорожный транспорт.